# Howard Lebow
Howard Lebow (* 1935 in New Jersey; † 1968 in Amherst, Massachusetts) war ein US-amerikanischer Pianist.

## Leben
Lebow, ein Schüler Erich Itor Kahns und Eduard Steuermanns, studierte an der Juilliard School of Music in New York City (Master 1959) und wurde mit dem dortigen Morris Loeb Memorial Prize ausgezeichnet. Der Fulbright-Stipendiat besuchte die Staatliche Hochschule für Musik Hamburg und die Internationale Sommerakademie Mozarteum in Salzburg, während der Internationalen Ferienkurse für Neue Musik in Darmstadt wurde er zweimal mit dem Kranichsteiner Musikpreis geehrt: dritter Preis (1960) und zweiter Preis (1961). Dort besuchte er auch einen Kurs von Karlheinz Stockhausen. Nach seinem Debüt 1963 in Manhattan konzertierte er in fünfzehn Ländern. 1964 wurde er Assistant Professor für Klavier an der University of Massachusetts Amherst (UMass Amherst). Im Januar 1968 erlag er den Folgen eines Autounfalls. Das Department of Music der UMass Amherst richtete ihm zu Ehren ein Stipendium ein.

## Diskographie
- 2016: Darmstadt Aural Documents (Neos) mit Howard Lebow (Klavier) u. a. – Roger Sessions: From My Diary. Four Pieces